# Krisztina Medveczky
Krisztina Medveczky född den 14 april 1958 i Budapest, Ungern, är en ungersk gymnast.
Hon tog OS-brons i lagmångkampen i samband med de olympiska gymnastiktävlingarna 1972 i München.